# Dogmaty maryjne
Dogmaty maryjne – dogmaty w katolicyzmie, które zostały przyjęte jako Magisterium Kościoła Rzymskiego.
Należą do nich:
I „O Bożym Macierzyństwie Maryi”
Dogmat został ogłoszony na soborze w Efezie w 431 r. – święta Dziewica jest Matką Boga, ponieważ urodziła Słowo Boże, które stało się ciałem.
II „O Maryi zawsze Dziewicy”
Dogmat ogłosił papież Marcin I na Synodzie Laterańskim w Rzymie w 649 r. – Jezus został poczęty przez Ducha Świętego, następnie Maryja urodziła zachowując swe nienaruszone dziewictwo.
III „O Niepokalanym Poczęciu Maryi”
Dogmat ogłoszony w 1854 r. przez papieża Piusa IX bullą Ineffabilis Deus – Najświętsza Maryja Panna w pierwszej chwili swego poczęcia za szczególną łaską i przywilejem Boga Wszechmogącego, przez wzgląd na zasługi Jezusa Chrystusa, Zbawiciela rodzaju ludzkiego, została zachowana wolna od wszelkiej zmazy winy pierworodnej.
IV „O wniebowzięciu Najświętszej Maryi Panny”
Dogmat ogłoszony przez papieża Piusa XII w 1950 r. – Niepokalana Boża Rodzicielka, zawsze Dziewica, Maryja doznała Wniebowzięcia.
Dogmat o wniebowzięciu Najświętszej Maryi Panny nie rozstrzyga problemu Jej śmierci. Nie wiadomo zatem, czy Maryja umarła i potem została wzięta do nieba z ciałem i duszą, czy też przeszła do chwały nie umierając, lecz „zasypiając", jak głosi wschodnia tradycja.